# Ne zanosim se ja (singel)
Ne zanosim se ja je duetska pesem srbske folk-pop pevke Svetlane Ražnatović - Cece in folk-pop pevca Aca Lukasa, ki je bila objavljena 13. junija leta 2014, v založbeni hiši City Records.   Istega dne je bila v zabavno-glasbeni oddaji Bravo show televizijska promocija singla, na uradnem pevkinem YouTube profilu pa digitalna promocija singla. 
Singel je objavljen v digitalni različici.

## Nastanek dueta
Ideja o snemanju nove skupne pesmi se je porodila spontano ob Cecinem in Acinem večletnem prijateljstvu, pa tudi sodelovanju, saj sta leta 1999 že posnela njuno prvo skupno pesem Crni sneg, ki je bila objavljena na albumu Ceca 2000. V javnosti sta prvič potrdila govorice o snemanju novega dueta v začetku leta 2013.   Nato sta nekaj mesecev iskala primerno pesem. Aprila leta 2014 sta za beograjske Novosti potrdila, da sta začela s snemanjem pesmi, čigave avtor je znani srbski skladatelj Bojan Vasić.   Nato je srbska tekstopiska Marina Tucaković potrdila, da je besedilo za pesem napisala prav ona.  Nekaj dni kasneje je Ceca na družbenih omrežjih delila vtise s snemanja pesmi.  Osmega maja 2014 je Aca razkril naziv in celotno besedilo pesmi Ne zanosim se ja.   Junija istega leta sta glasbenika razkrila načrte o snemanju videospota.  Spot na koncu vendarle nista posnela. 

## Izdaja singla
Digitalna različica
| Št. | Naslov                                | Besedilo         | Glasba      | Aranžerji       | Dolžina |
| --- | ------------------------------------- | ---------------- | ----------- | --------------- | ------- |
| 1.  | „Ne zanosim se ja (Ceca & Aca Lukas)‟ | Marina Tucaković | Bojan Vasić | Marko Cvetkovic | 3:21    |

## Promocija singla
Prva spletna promocija singla se je zgodila 13. junija ob 21. uri, na pevkini uradni YouTube strani.  Posnetek iz Pinkove zabavno-glasbene oddaje Bravo show je v enem dnevu zabeležil milijon ogledov, trenutno pa šteje 34 milijonov ogledov (avgust 2019). 
13. junija je na beograjski Pink TV  organizirana tudi prva televizijska promocija singla, in sicer v zabavno-glasbeni oddaji Bravo show.  Posnetek oddaje je objavljen na uradni pevkini YouTube strani. 
Singl je 13. junija postal dostopen tudi v vseh glasbenih digitalnih trgovinah (iTunes, Spotify, Deezer, ...).
Koncertna promocija singla se je zgodila na turnejah Aca Lukasa.  Ceca singla na svojih koncertih ne poje.

## Ostale informacije
- Posnetek singla na portalu YouTube je zabeležil več rekordov z območja nekdanje Jugoslavije. [9]
- Aca Lukas je na svojem YouTube profilu objavil posnetek iz studia, ko sta s Ceco snemala singel. [14]